# 太空移民

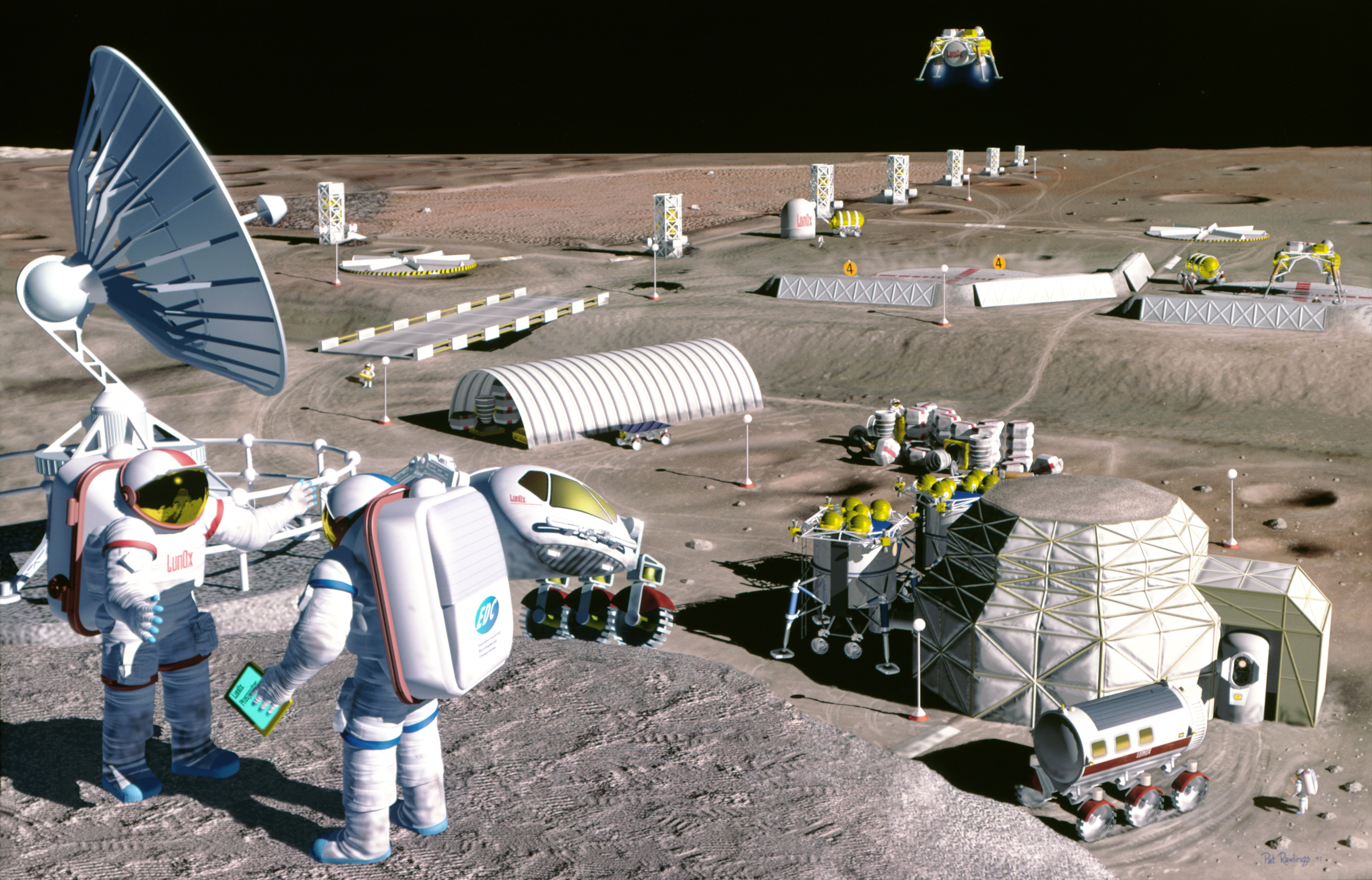
藝術家筆下的月球殖民概念

太空殖民（又稱地外殖民、太空移民、太空定居）是指在地球以外建立永久的人類居住地，以及對太空中的資源取得控制權。

太空殖民是富有爭議性的，支持對太空進行殖民的，有兩個最常見的論點，其一是為了確保文明能夠在行星級自然災害或核戰爭中存活下來，以及获取太空中的龐大資源。非實用主義的觀點認為，文明是美麗的，應在整個宇宙中傳播開去。而最常見的反對論點包括：太空的商品化令敵人更強大，這裏包括了主要的經濟和軍事機構的利益，以及加劇預先存在的威構，例如戰爭，恐怖活動向太空蔓延等等。
到目前為止，還沒有任何一個太空殖民地被建立起來。況且建立太空殖民要面對一系列巨大的技術和經濟挑戰。太空定居點必須能夠在，對人類生活非常不利的環境中，提供幾百或幾千人的物質需要。涉及一些從未曾被開發的技術領域，例如受控的生態生命支持系統。他們還必須處理關於如何使人類在這些地方永久生存和社會繁榮等領域的未知問題。以目前地球的太空物流成本（每千克二千五百美元，未来可望會變得廉價）推測，太空殖民地會是一個非常昂貴的項目。目前還沒有任何計劃，或任何大型組織（無論是政府還是私人）要組織太空殖民地。然而，多年以來，人們已經提出了許多關於太空定居點的建議，猜測和設計，有相當多的太空殖民倡導者和團體積極參與。其中有幾個著名的科學家，如美籍英裔數學物理學家弗里曼·戴森，已經出來支持太空定居。目前持續的技術創新，包括獲得廉价的太空物流系统（可重複使用的發射系統可以達到每軌道十美元），以及在自動化製造和施工技術等方面技術進展，令太空殖民在不遠的將來變得可能。

## 各種理由

### 確保文明的安全
要求對太空進行殖民的主要論點，是為了確保文明的安全。通過在地球以外，開發居住地及遷移地球上的物種，包括人類，可以在確保文明在行星級的自然災害或人為災害的情況下存活。
英國理論物理學家和宇宙學家斯蒂芬·霍金曾兩次表示，太空殖民是拯救文明的唯一方法。在2001年，霍金預測，人類將在未來一千年內滅絕，除非在太空建立殖民地；2006年，他說，人類面臨兩個選擇：要不我們在未來兩百年內殖民太空，在其他行星上建造定居點，或者面臨滅絕。
英国物理學家保羅·戴維斯也支持這樣的觀點，如果一個星球災難滅絕地球上的人類文明，一個自給自足的地外殖民地可以對地球重新殖民，恢復人類文明。美国作家威廉·B·布羅斯和美国生物化學家羅伯特·夏皮羅提出了一個私人項目――拯救文明聯盟，目的是建立文明的地外「備份」。

### 控制太空資源
太空中的資源，包括材料和能源，都是巨大的。根據不同的估計，單單是太陽系中的物質和能量，就足以支持當前地球人口的數千至十億倍。在太陽系外，在可觀測的宇宙中有數千億顆其他恆星，提供了龐大的殖民化和資源採集的機會，儘管在不使用世代飛船或其他革命性的恒星際旅行方法，例如超光速引擎，的情況下，是不可能旅行到任何一個恆星系。
所有這些行星和其他物體提供幾乎無限的資源供應，伴随着無限的增長潛力。如果能夠有效利用這些資源，將帶來極大的經濟發展。

### 新科學、技術的持續進步
與太空相关的技術，已經從多方面改善了人類的生活，這裏包括了通信衛星的使用、地球觀測衛星在氣象學的應用、全球定位系統，和其他許多被用於工業和商業部門的技術，如航空、可再生能源、塑料、陶瓷等。太空殖民化將對經濟、技術，以至整個社會，有更大的正面影響。
從月球發射的物質的重量比地球小六倍，殖民太空將允許建造和發射更大的太空棲息地。研究表明，在月球上組裝宇宙觀測望遠鏡，會有比地球上的太空望遠鏡更好的觀測條件。

### 較少負面影響的擴張主義
人類的擴張和技術進步通常導致某種形式的環境、生態系統的破壞，及其伴隨的野生動物的減絕。過往西班牙、葡萄牙等殖民帝國的擴張，往往是要犧牲許多土著為代價的，無論是最初的入侵戰爭，到後來的種族滅絕，都會带來極壞的惡名。因為太空中沒有已知的生命，太空殖民沒有這種負面影響。

### 緩解人口過多和資源需求問題
支持太空殖民的另一個論點，是減輕人口過剩的負面影響。如果控制了太空資源，建立地外生物棲息地，地球將不再有增長的限制。雖然地球的許多資源是不可再生的，但是地外殖民地可以滿足地球上大部分的資源需求。隨著對太空資源的取用，對地球資源的需求將下降。

### 其他論點
- 在整個宇宙中傳播生命和美麗
- 保障文明的持續進步和繁榮
- 在太空商業化中創造財富
- 通過將工業活動轉移到太空，保護地球的生態環境

## 各种目標
由於進入太空的高成本，對太空殖民地和任何其他永久性太空基礎設施，將有高昂的初始投資成本。然而，支持者認為，發展太空基礎設施带来的長遠利益，將遠遠超過初始的啟動成本。由於目前的發射成本如此之高（每公斤4000美元至40000美元），任何太空殖民計劃必須包括發展低成本的太空物流，然後發展原位資源利用。因此，必須在開發低成本太空開發方面，進行初始投資，然後擁有這些必需品的基本技術能力：材料，能源，推進劑，通信，生命支持，輻射防護，自我複制和人口。
上述基礎設施要求的一些資源，已經可以輕易地在地球上生產，因此這些資源（氧氣，水，賤金屬礦石，矽酸鹽等）作為貿易物品而言，並不是非常有價值的。然而有些更高質量的資源，只能或更容易在太空中生產，是極具價值的。這長遠而言，會對太空基礎設施的初始投資提供非常高的回報。
其中一些高價值的貿易產品包括貴金屬、寶石、能量、太陽能電池、 滚珠轴承、半導體，及藥品。
... 最小的越地小行星 3554 Amun 是一块两公里宽的，含有铁、镍、钴、铂和其他金属的金属块；它含有的金属是人类历史上挖掘的金属的三十倍，虽然它只是仅有的几十个已知的金属小行星中最小的，但如果把它开采起来，以满足二零零一年金属市场，它的价值会高达二十万亿美元。
太空殖民是一些國家的太空方案的長期目標。自二十一世紀商業化太空出現以來，美国国家航空航天局和私營部門之間的合作越來越多，一些私營公司已經宣布了火星殖民化的計劃。在領導太空殖民化的企業家中，有美国富商伊隆·马斯克，丹尼斯·蒂托和荷兰富商巴斯·蘭斯多普。
太空殖民地的潛在地點，包括月球、火星、小行星和一些在太空自由浮動的棲息地。所有必要的材料，如太陽能和水，可以從月球、火星、近地小行星或其他行星體獲得充足的數量。這些資源的商業開發的障礙，主要是初期投資的成本非常高，這些投資的預期回報需要很長時間（愛神項目計劃五十年的發展），由于是高風險的投資，該計劃一直未進行。主要政府和資金充足的公司，開始了其他新的太空活動，例如：太空旅遊和酒店、太空太陽能生產衛星的原型、重型起重機和小行星採礦（行星資源公司），為人類奔赴太空創造需求和能力。

## 各類型的太空殖民地
有兩種主要類型的太空殖民地：
- 位於行星、衛星等星體的表層
- 太空棲息地 - 自由浮動的太空站，它將處於圍繞行星、月球或太陽的軌道上，一般所說的太空殖民地便是專指這類。

太空定居倡導者，對於哪種類型的太空殖民地是更好選擇，存在相當大的爭論。

### 各種太空棲息地
太空中的這些地點將建立一個太空棲息地，也稱為太空殖民地、軌道殖民地，或者一個太空站，將作為一個永久定居點，而不是一個簡單的分流站或其他專門設施。他們將是太空中的「城市」，人們將在那裡生活和工作，並撫養家庭。科幻作家和科學家都提出了許多不同程度的現實主義的設計。太空棲息地可以先與人類的其他地方隔離，只能在緊急情況下，取得地球的援助。這可以在成千上萬的人完全脱離地球前，測試他們可否自給自足。

## 需要的資源和技術

### 各種材料
月球、火星或小行星上的殖民地可以提取當地的材料。月球的挥发成分，如氬、氦，以及結合了碳、氫和氮的化合物，是不足的。 美国国家航空航天局的月球坑观测和传感卫星曾對月球上的卡比厄斯环形山進行實驗性的撞擎（卡比厄斯环形山被認為具有高濃度的水份）。撞擎後噴出的材料中，檢測到一些水份。任務首席科學家卡拉普瑞特(Anthony Colaprete)估計，卡比厄斯环形山含有一個百份比的水份或更多。月球背面極點附近的坑應該還存在着水份結成的冰。雖然月球表面上只存在低濃度的氦，因为它已被太陽風沉積到地殼中，然而地殼中的氦估計有百萬噸。月球上還存在其他具有工業價值的材料：氧、矽和金屬，例如鐵、鋁和鈦。
從地球發射材料是昂貴的，因此殖民地的散裝材料可能要取自月球、近地天體、火衛一或火衛二。使用這些地方的材料的好處包括：其較低的重力、貨船不用應付大氣阻力、並且對生態不會造成損壞。許多近地天體含有大量的金屬。在一些近地天體乾燥的外殼（非常類似於油頁岩）下，包含了數十億噸的冰和油母质碳氢化合物，以及一些氮化合物。更遠的木星的特洛伊小行星群被認為是含有大量的冰和其他揮發物。
回收一些原料幾乎肯定是必要的。

### 能源
太阳能可能作为主要能源，在太空中没有夜晚，日照充分。

## 健康風險和限制

### 在太空失重條件下生活
- 肌肉萎縮症：在無重狀態下，人體失去重量，支持人體的肌肉處於鬆弛狀態，於是漸漸萎縮，尤其是背部的抗重肌肉。
- 航天運動症：在失重的最初幾天，會出現頭暈，噁心，嘔吐，食慾下降和嗜睡。通常數天後會恢復正常。

## 可能的位置

### 接近地球的太空
就目前来说，太阳系内的移民计划聚焦于地球附近的区域。一方面距离近风险小、费用低，另一方面，日照条件相似，能源等人工设备需求大大减少。軌道太空站、月球基地、火星基地是3个优先的方案。金星条件太恶劣，不在考虑范围内。
- 地球軌道太空站：在一條適合的地球引力範圍內建造巨大的太空站即太空居民點，比找一個行星地球化容易，所以一般認為地球軌道太空站是太空殖民的第一站。更長遠來說可以在太陽系內外的不同軌道上建立或搬動太空居民點，甚至人造行星。

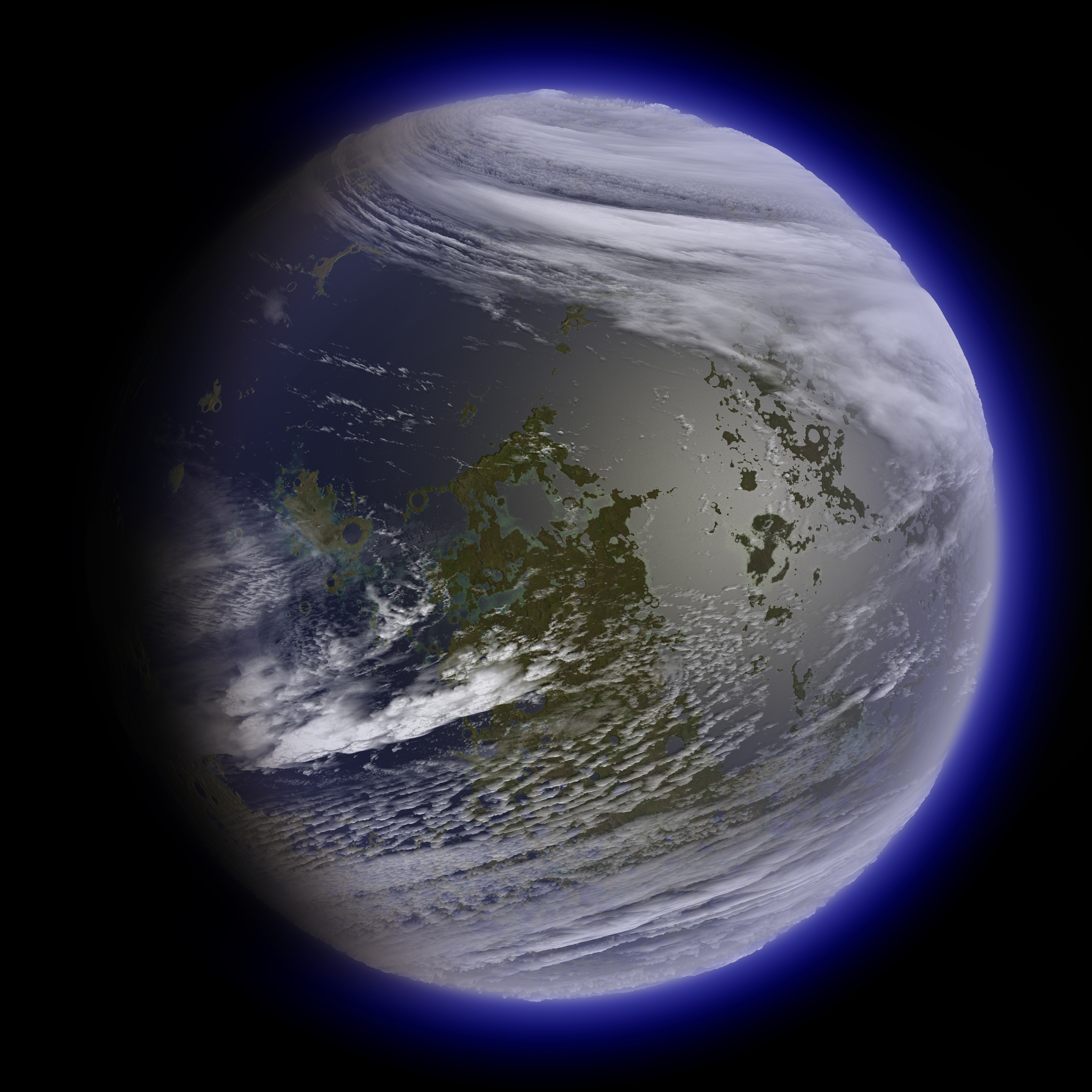
地球化後的月球

- 月球殖民
- 拉格朗日点
- 近地天体

### 內行星

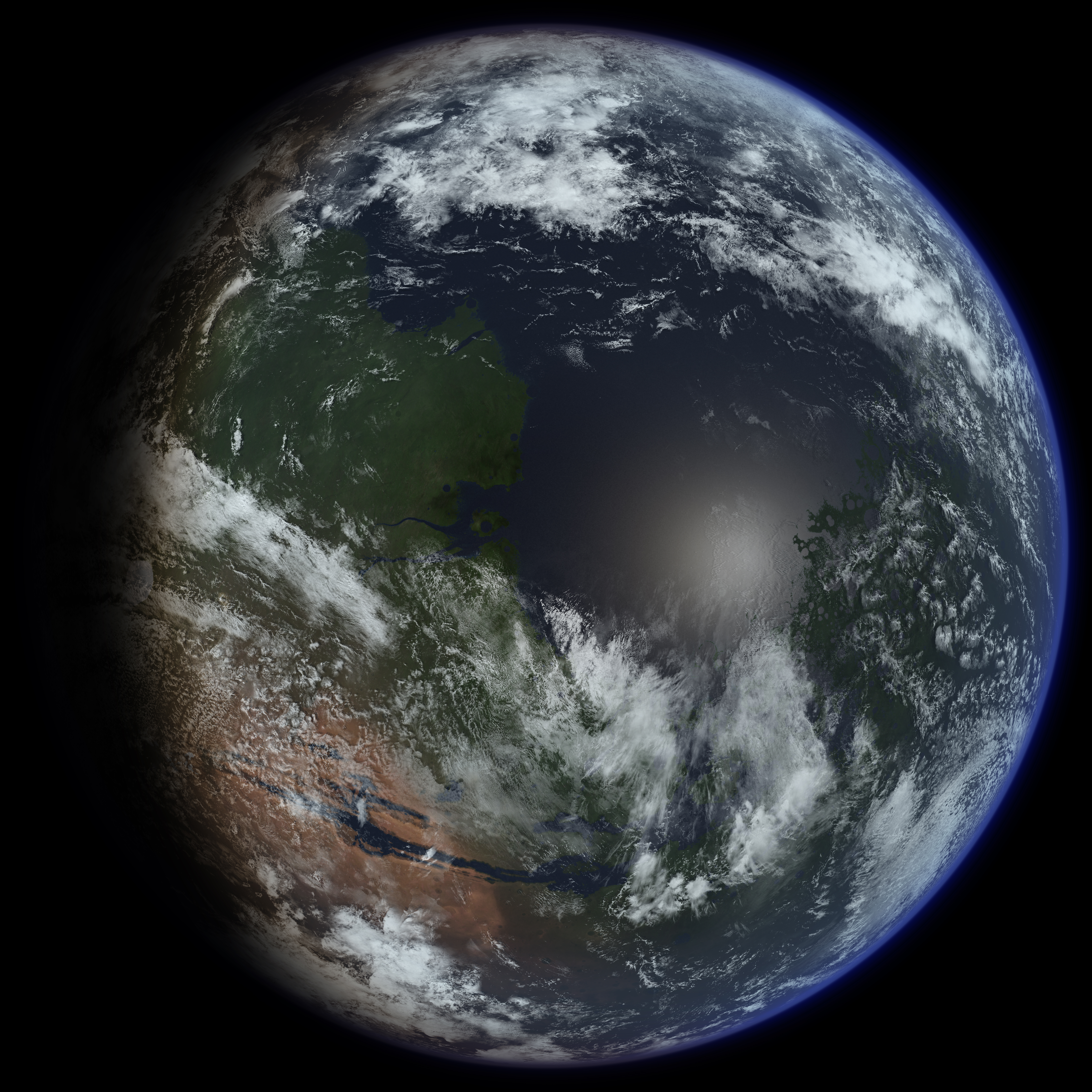
地球化後的火星（2009年概念圖）

- 火星殖民：火星環境和地球相似，即使是最惡劣的環境，也只不過是類似於地球上的沙漠環境。火星殖民主要是把地球的開拓歷史重演，但首先要把火星地球化。

- 火衛一、火衛二：可建在一些衛星或小行星上如月球，使用封閉式的居住區，如果天體重力極小的話，可以建立內部有人造重力的太空居民點。

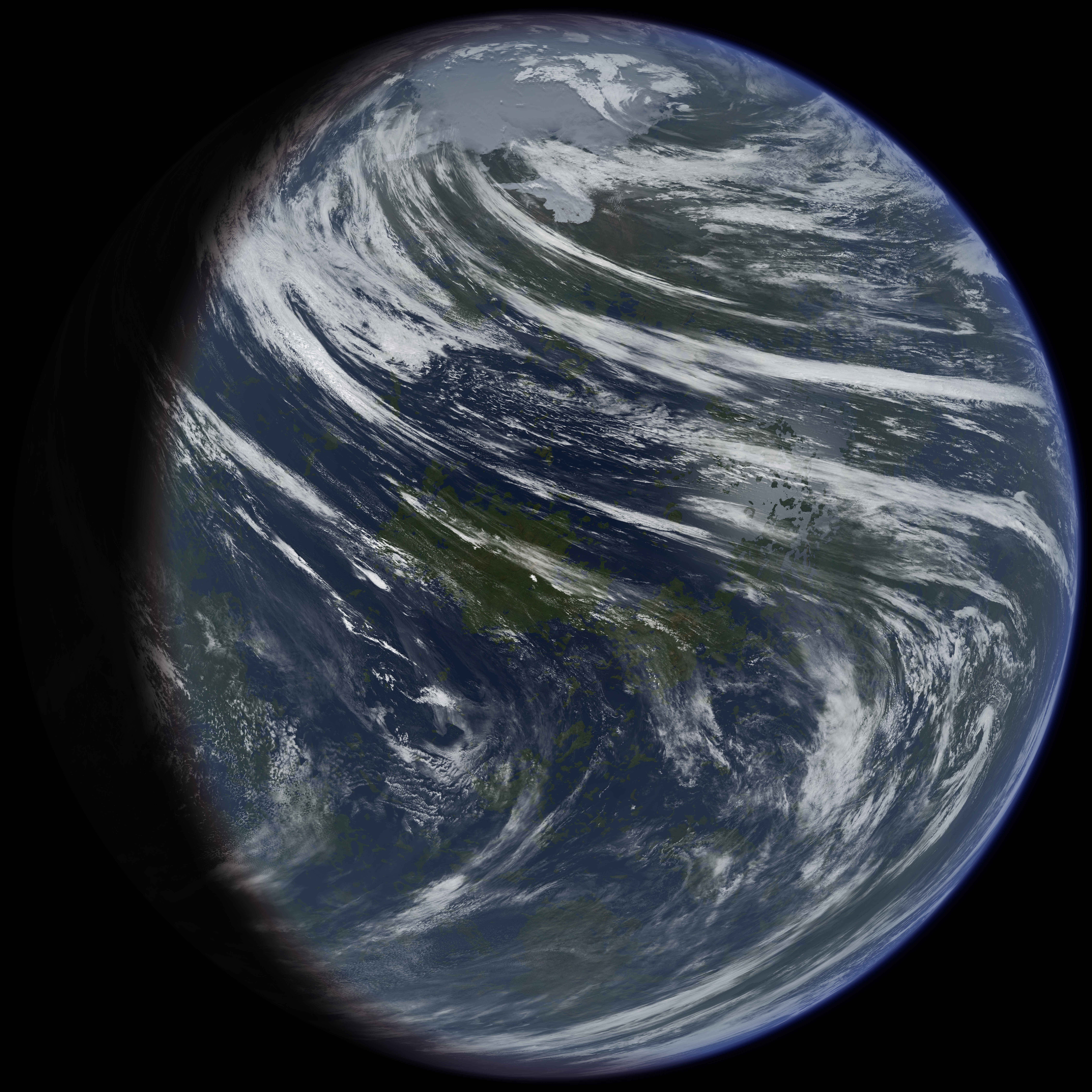
地球化後的金星（概念圖）

- 金星殖民
- 水星殖民

### 小行星帶
- 穀神星殖民

### 外行星的衛星
主小行星带外侧的區域有较大的固态星球。这里较大的固态星球包括十五个大中型卫星和一些矮行星，可以作为登陆建设的目的地。另外，这一范围的微型天体数量巨大，可以为太空站的工業活动提供原材料來源。

古柏帶和奥尔特云的想像圖

- 木星的衛星—木衛二、木衛四、木衛三
- 土星的衛星—土衛六、土衛二
- 天王星和海王星的衛星
- 海王星外區域

### 較另類的設計
在一些不像太空惡劣到沒有空氣和重力，但又比現實中地球最困難的定居地差的場合，例如:
- 在沒有陸地的行星上，建立人工島和海底城市。
- 在氣壓過高的行星上，建立空架的雲中城市。
- 在空氣性質和氣壓可以接受，氣溫不適合人的環境，仿效現代極地的基地，建立空氣可以交流的但不露天的居住區。

## 太阳系外的移民
与太阳最近的恒星比邻星，距離地球遠達四光年。假设太阳系只有硬币大小，那么比邻星的位置就是在這个硬币一百米半径以外。
正是因为系外星體距离如此遠，現時我们基本上是沒有能力抵达任何一顆系外星體：我们最快的飞行器不僅要依靠火箭引擎，还要加上星體重力助推，才能达到上百马赫。而火箭助推加太阳系内星體重力助推的极限应该在一千马赫以内（一千马赫的速度可以花两分钟绕地球半徑一圈，或五个月出行星圈）。按这个极限速度走一光年的距离要八百八十一年。以目前飛行最远的人造物体——旅行者1号的速度，将要花上七万三千六百年的时间到达比邻星。
其他恆星際旅行方法，有「反物质引擎」，和其他想像性的方法∶「时空传递」、「超光速飞行」、「虫洞」、「反物质引擎」、「曲速引擎」，「三维复制」等。（某些方案存在着理论性的缺陷）
如果采用承受远距离漫长飞行的方案，如：
- 世代飛船

- 冬眠飛船：将人体冷冻起来暂停生命，到达目的地后解冻。由几个亚当夏娃式的人物创建殖民地，也可以采用冷冻细胞或胚胎到目的地克隆人的方法。但后续步骤极端复杂，仍有极大风险。首先，和登陆新大陆不同，地球任何地点可以提供的氧气和食物在地球外都必须自己携带或生产，温度和气压也需要坚固保温且高度密封的建筑和自带的设备维持，这就意味着必须是高科技拓荒，而独立的可持续的高科技拓荒就需要全套工业生产装备。

- 地球Ⅱ号：这是相对可行的一个方案，建立一个巨大而自给自足的太空站，太空站拥有自己的政府、医院、工农业等等。该太空站拥有数万人；利用核能获得太空站的一切能源（包括农业能源）；人们可以制造太空站的一切设备，因此太空站可自我修复、自我更新。因此，此太空站建成之后，可以离开太阳系，作为太阳系外移民的「种子」。

## 在地球的類似物
在試圖建立一個模擬一個自給自足的殖民地中最有名的是生物圈二號，它試圖複製地球的生物圈。 另一個封闭生态系统BIOS-3是在西伯利亞的克拉斯諾亞爾斯克，在1972年完成。